# Wetowo (gmina)
Wetowo (bułg. Община Ветово) – gmina w północnej Bułgarii, w obwodzie Ruse.

## Miejscowości
Miejscowości wchodzące w skład gminy Wetowo:
- Głodżewo (bułg.: Глоджево),
- Kriwnja (bułg.: Кривня),
- Pisanec (bułg.: Писанец),
- Senowo (bułg.: Сеново),
- Smirenski (bułg.: Смирненски),
- Wetowo (bułg.: Ветово) − siedziba gminy.